# Lanius borealis
L'averla settentrionale (Lanius borealis Vieillot, 1808) è un uccello passeriforme della famiglia Laniidae.

## Etimologia
Il nome scientifico della specie, borealis, deriva dal latino e ne sottolinea la diffusione boreale: il nome comune rappresenta anch'esso un riferimento all'areale di diffusione.
Fra gli indiani di Old Crow, nello Yukon, questo uccello è noto come tzi kwut go katshi lyi.

## Descrizione

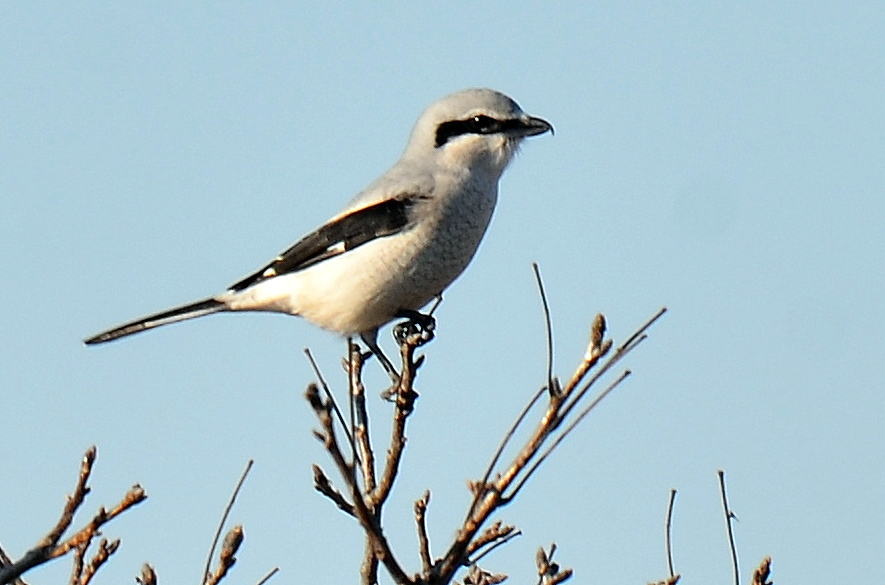
Esemplare nella contea di McHenry.

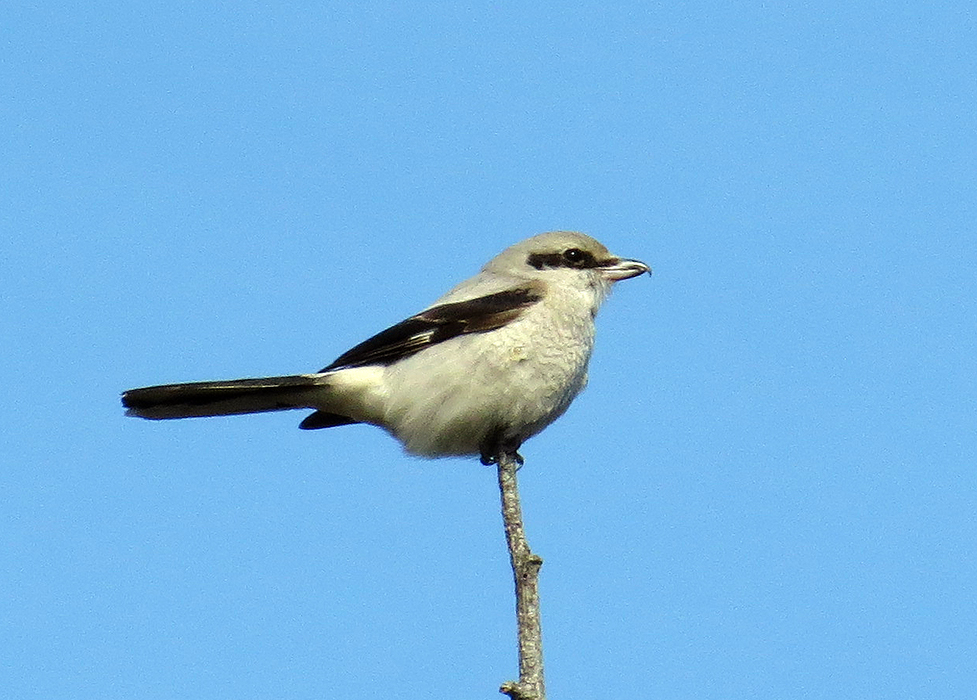
Esemplare a Port Angeles.

### Dimensioni
Misura 24-27 cm di lunghezza, per 56-80 g di peso.

### Aspetto
Si tratta di uccelli dall'aspetto robusto, muniti di grossa testa ovale e allungata che sembra incassata direttamente nel torso, becco robusto dall'estremità adunca, ali arrotondate, forti zampe artigliate e coda di media lunghezza e dall'estremità vagamente romboidale.

Nel complesso, l'averla settentrionale somiglia molto all'affine averla americana, dalla quale può essere riconosciuta per la taglia maggiore, la colorazione generalmente più chiara e la minore estensione della mascherina facciale, oltre che per il becco più lungo e uncinato in maniera più prominente.
Il piumaggio si presenta di colore grigio chiaro su calotta (fronte, vertice, nuca), dorso e scapolare, che si schiarisce ulteriormente su petto e fianchi (dove le singole penne sono orlate di colore più scuro a dare alla zona un effetto screziato) e codione, mentre la gola, il ventre e il sottocoda (così come il sopracciglio, la base delle copritrici e lo specchio alare su remiganti e coda) sono di colore bianco.La mascherina facciale (che va dai lati del becco all'area auricolare e alla parte superiore delle guance, cingendo quasi completamente l'occhio), le ali e la coda sono di colore nero. Le sottospecie asiatiche tendono a presentare sfumature brunastre su testa e spalle, ed anche l'accentuazione della barratura pettorale varia a seconda della sottospecie.
Il becco e le zampe sono di colore nerastro: gli occhi sono invece di colore bruno scuro.

## Biologia
L'averla boreale è un uccello dalle abitudini di vita diurne e prevalentemente solitarie: similmente alle altre averle, anche in questa specie gli esemplari delimitano un territorio che viene difeso accanitamente dagli intrusi conspecifici. I territori non sono fissi, ma variano stagione dopo stagione: lo dimostra il fatto che i territori appartenuti a determinati esemplari, qualora gli antichi proprietari muoiano o non facciano ritorno dalla migrazione (sia essa estiva o invernale), vengono rapidamente occupati da altri esemplari.

Questi animali passano gran parte della giornata appollaiati su un posatoio in evidenza nel proprio territorio: in tal modo, essi dispongono di una visuale privilegiata dei dintorni, al duplice scopo di avvistare prontamente eventuali intrusi da scacciare e potenziali prede da cacciare.
I richiami di questi uccelli, piuttosto simili a quelli dell'affine averla americana, sono acuti e metallici e vengono emessi di preferenza durante i mesi primaverili ed estivi.

### Alimentazione

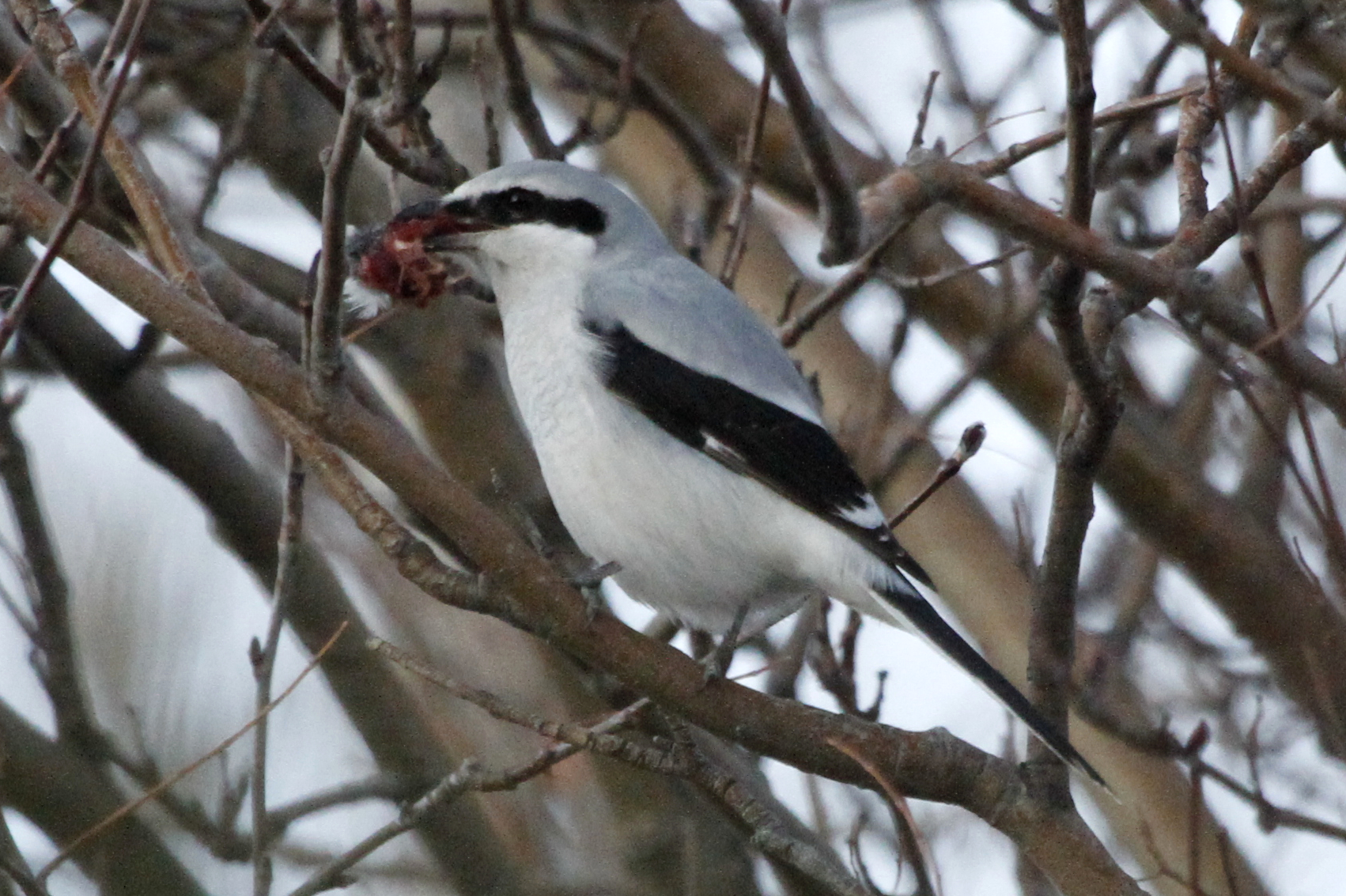
Esemplare con cibo nel becco ad Arvada.

L'averla boreale è un uccello carnivoro, la cui dieta presenta variazioni stagionali: mentre durante i mesi caldi questi uccelli si nutrono in maniera preponderante di invertebrati (principalmente ortotteri e coleotteri, ma anche altri insetti, ragni e millepiedi), mentre durante i mesi invernali essi possono predare anche piccoli vertebrati (topolini e piccoli uccelli), oltre a potersi molto sporadicamente nutrire anche di materiale di origine vegetale, come bacche e piccoli frutti.

Fra gli uccelli predati figurano allodola cornuta, cincia dal cappuccio nero, storno, passero di Brewer, passero corona bianca, junco occhiscuri, lucherino delle pinete e passero: fra i mammiferi invece possono essere annoverati toporagno migratore, topo delle messi occidentale, topi cervini, arvicola codalunga di San Bernardino, arvicola campestre e topo delle case, mentre fra i rettili sono state osservate predazioni a danno di lucertole spinose del genere Sceloporus.
Similmente alle altre averle, anche l'averla boreale è solita impalare il cibo in eccesso o le prede di grosse dimensioni a supporti spinosi, allo scopo di poter conservare il cibo e di poterlo spezzettare più comodamente alla bisogna per consumarlo.

### Riproduzione

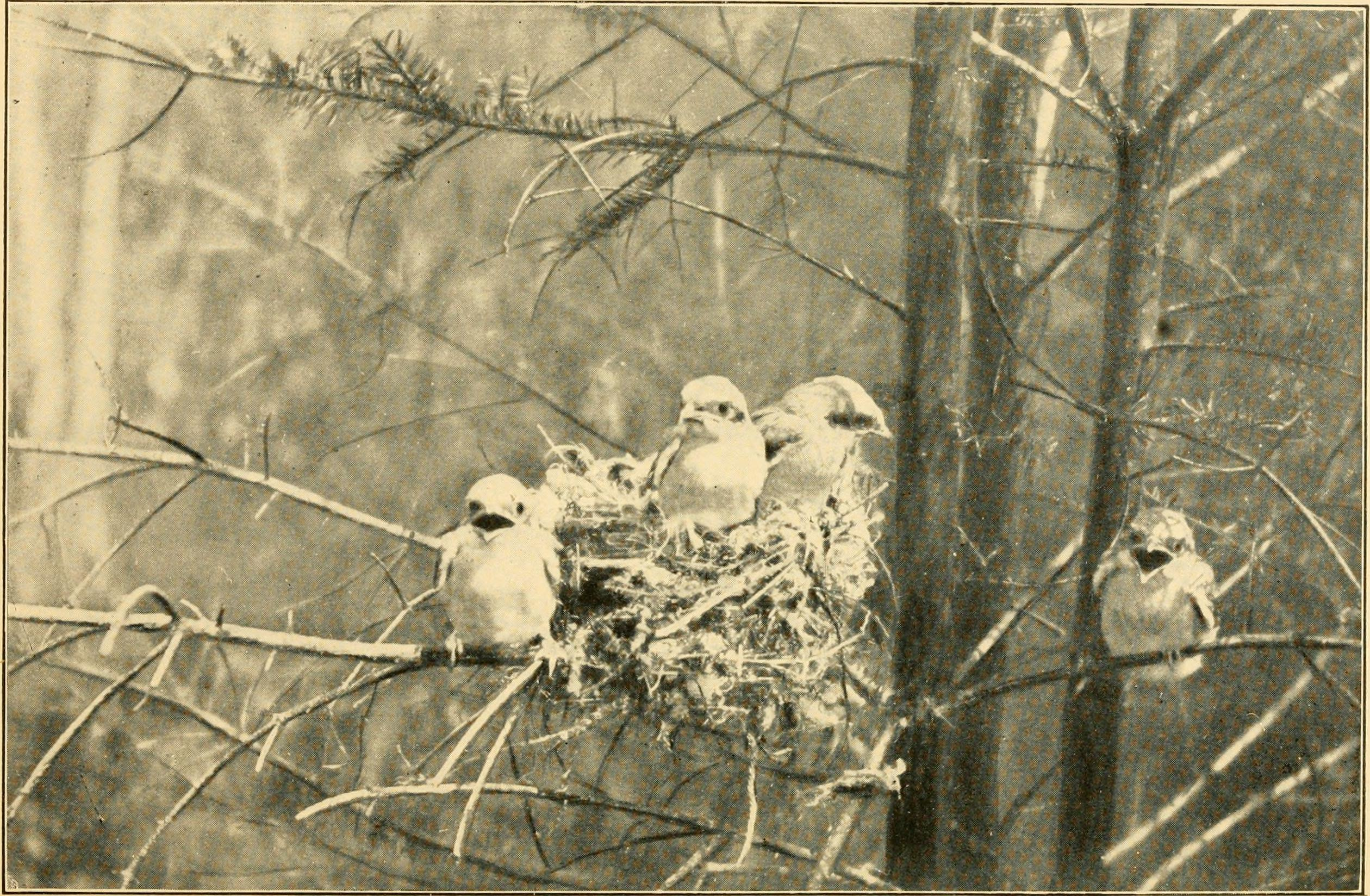
Nido con giovani in una foto d'epoca.

Si tratta di uccelli monogami, le cui coppie tendono a rimanere assieme negli anni. La stagione degli amori comincia immediatamente dopo l'arrivo ai terreni riproduttivi, che generalmente avviene ai primi di aprile.
I due partner collaborano nella costruzione del nido (struttura a coppa edificata con rametti, licheni e fibre vegetali, foderata internamente con materiale più soffice, anche di origine animale) fra i rami di un cespuglio o di un albero basso, oltre che nella cova delle 4-7 uova (che dura una quindicina di giorni) e nell'allevamento dei pulli: costoro divengono in grado d'involarsi a circa tre settimane dalla schiusa, pur rimanendo presso il nido natio (continuando, sebbene in maniera sempre più sporadica, a chiedere l'imbeccata ai genitori) per circa un altro mese prima di rendersi completamente indipendenti.

## Distribuzione e habitat

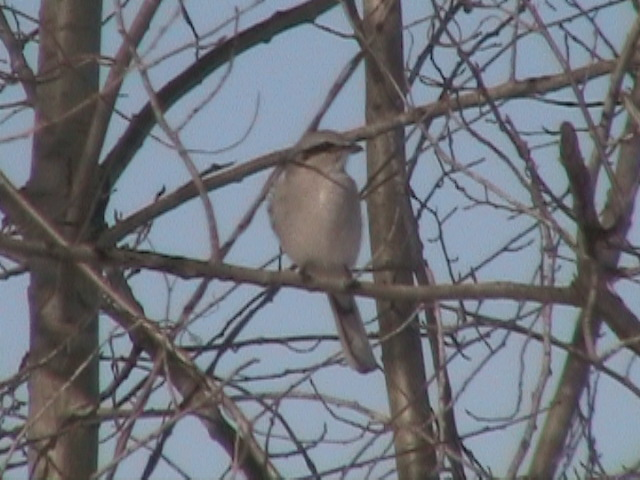
Esemplare nella contea di Cumberland.

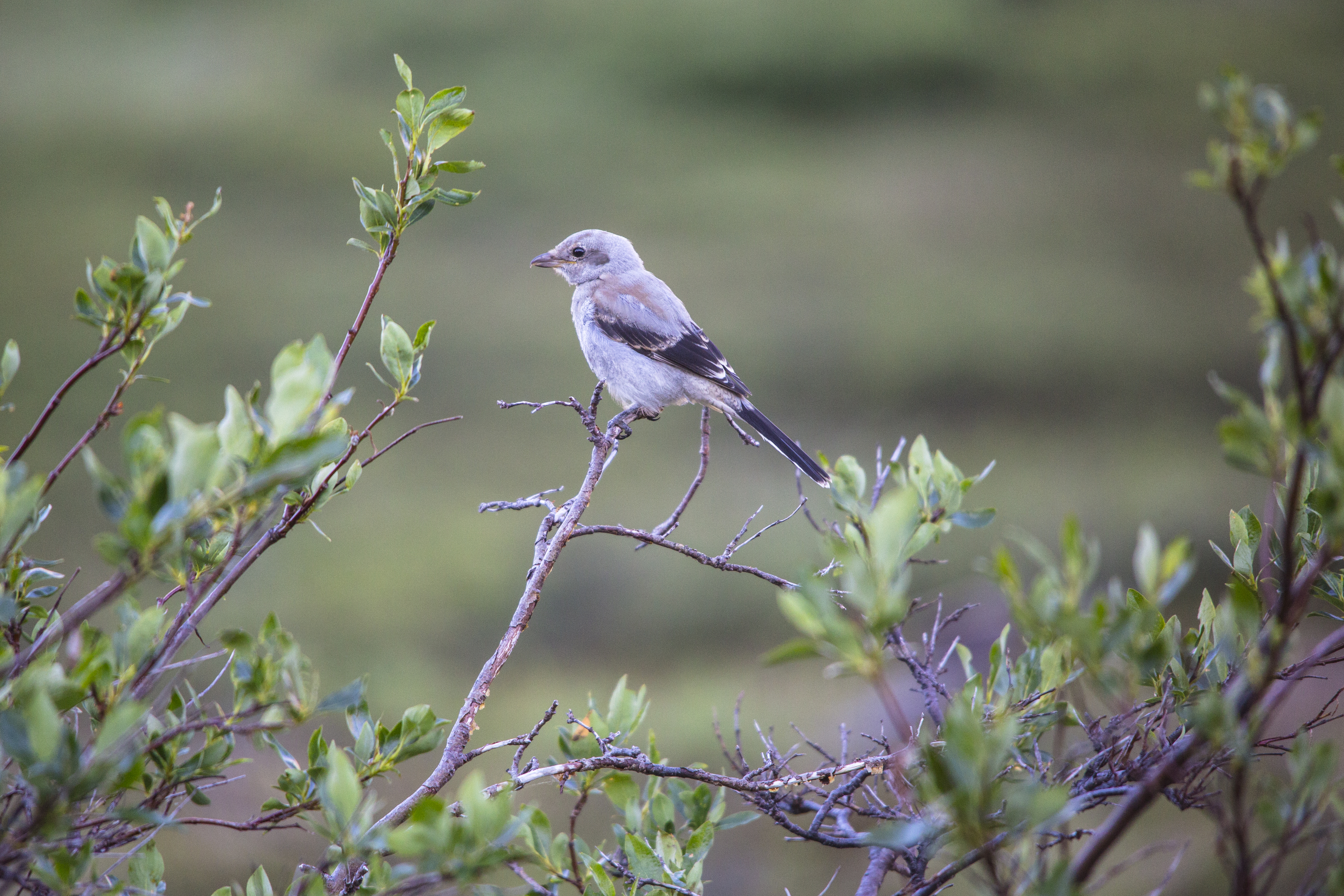
Esemplare nel parco nazionale e riserva di Wrangell-St. Elias.

L'averla boreale è diffusa in un areale che si estende su ambedue le sponde del Mare di Bering: questi uccelli, infatti, popolano l'Asia dalla Siberia centrale e dall'Asia centrale (area di confine fra Kazakistan, Kirghizistan e Uiguristan) ad est fino alla Manciuria ed alla Kamchatka, oltre ad essere presenti in America settentrionale dall'Alaska a Terranova e a sud fino a Carolina del Nord, Texas settentrionale e California centrale: in realtà, si tratta di uccelli migratori, con le uniche popolazioni stanziali diffuse nelle aree montuose dell'Asia centrale (dove effettuano comunque migrazioni altitudinali scendendo di quota durante i mesi freddi), nell'area che va da Tuva a Sakhalin e lungo la costa meridionale dell'Alaska e della Columbia Britannica, mentre le altre migrano verso sud durante i mesi invernali.
L'habitat dell'averla boreale è rappresentato dalle aree di taiga e dalla tundra sul limitare di quest'ultima, con presenza sparsa di cespugli e di piccoli alberi: questi uccelli popolano anche le aree agricole, mentre tendono ad evitare quelle antropizzate, sebbene sia possibile osservarle nei pressi delle aree suburbane mentre tendono agguati agli uccellini che si accingono a cibarsi dalle mangiatoie appositamente poste dall'uomo nei giardini.

## Tassonomia
Se ne riconoscono cinque sottospecie:
- Lanius borealis sibiricus Bogdanov, 1881 - diffusa nella porzione settentrionale dell'areale occupato dalla specie a sud fino al lago Bajkal, al nord della Mongolia e a Paramushir nelle Curili settentrionali[4], migrante nel resto della Mongolia, in Manciuria e nel nord della Cina (a sud fino all'Hebei settentrionale[4]);
- Lanius borealis bianchii Hartert, 1907 - endemica di Sakhalin e delle Curili, migrante a Hokkaidō;
- Lanius borealis mollis Eversmann, 1854 - diffusa nei monti Altaj e Sajany e nel nord-ovest della Mongolia, svernante nel nord della Cina;
- Lanius borealis funereus Menzbier, 1894 - diffusa nel Tien Shan, nell'Alatau kirghiso e nei monti Ketmen';
- Lanius borealis borealis Vieillot, 1808 - la sottospecie nominale, diffusa nella porzione nordamericana dell'areale occupato dalla specie;

Alcuni autori riconoscerebbero inoltre una sottospecie invictus del Nord-Est degli Stati Uniti, attualmente sinonimizzata con la nominale: secondo altri autori sarebbe inoltre corretto accorpare anche la sottospecie funereus in mollis.
Fino al 2017, l'averla boreale e tutte le sue sottospecie venivano accorpate all'averla maggiore: gli ornitologi americani, infatti, consideravano unicamente le popolazioni nordamericane come facenti parti di una specie a sé, mentre i confronti tassonomici con le popolazioni diffuse sull'altra sponda dello stretto di Bering (considerate sia dagli americani che dagli europei come averle maggiori, sebbene tendano a vivere in parapatria con queste) evidenziavano ogni volta che si trattava della stessa specie.

Studi più approfonditi e di maggiore portata hanno invece evidenziato che l'averla boreale rappresenta una specie a tutti gli effetti, affine all'averla iberica (della quale sarebbe un sister taxon), all'averla americana ed all'averla maggiore cinese (con le quali formerebbe un clade.